# Sinagoga di Savigliano
La sinagoga di Savigliano, oggi dismessa, è situata in piazza Santorre di Santarosa a Savigliano.

## La storia
Con l'emancipazione del 1848, la comunità ebraica di Savigliano decise la costruzione di una nuova sinagoga, che fu locata nell'attuale piazza Santorre di Santarosa in un edificio accanto al vecchio teatro cittadino. Il rapido declino demografico della comunità con l'emigrazione verso i centri maggiori portò nel Novecento alla chiusura del luogo di culto. La sala di preghiera, smantellata, fu occupata da una tipografia.